# Piłka ręczna na Letnich Igrzyskach Olimpijskich 2020 – azjatycki turniej kwalifikacyjny kobiet
Azjatyckie kwalifikacje do olimpijskiego turnieju piłki ręcznej 2020 miały na celu wyłonienie żeńskiej reprezentacji narodowej w piłce ręcznej, która wystąpi w tym turnieju jako przedstawiciel Azji.
Turniej odbył się z udziałem sześciu drużyn w dniach 23–29 września 2019 roku w Chuzhou. Zespoły rywalizowały systemem kołowym w ciągu pięciu meczowych dni, a niepokonana okazała się reprezentacja Korei Południowej.
| 23 września 201914:00 | Kazachstan | 30:16(16:7) | Hongkong | Chuzhou Handball Stadium, Chuzhou |
| 23 września 201914:00 |            | 30:16(16:7) |          | Chuzhou Handball Stadium, Chuzhou |

| 23 września 201916:00 | Korea Południowa | 39:21(20:10) | Korea Północna | Chuzhou Handball Stadium, Chuzhou |
| 23 września 201916:00 |                  | 39:21(20:10) |                | Chuzhou Handball Stadium, Chuzhou |

| 23 września 201918:00 | Chiny | 36:17(17:9) | Tajlandia | Chuzhou Handball Stadium, Chuzhou |
| 23 września 201918:00 |       | 36:17(17:9) |           | Chuzhou Handball Stadium, Chuzhou |

| 24 września 201914:00 | Korea Południowa | 29:25(15:13) | Kazachstan | Chuzhou Handball Stadium, Chuzhou |
| 24 września 201914:00 |                  | 29:25(15:13) |            | Chuzhou Handball Stadium, Chuzhou |

| 24 września 201916:00 | Hongkong | 33:22(19:10) | Tajlandia | Chuzhou Handball Stadium, Chuzhou |
| 24 września 201916:00 |          | 33:22(19:10) |           | Chuzhou Handball Stadium, Chuzhou |

| 24 września 201918:00 | Korea Północna | 25:22(11:11) | Chiny | Chuzhou Handball Stadium, Chuzhou |
| 24 września 201918:00 |                | 25:22(11:11) |       | Chuzhou Handball Stadium, Chuzhou |

| 26 września 201914:00 | Tajlandia | 14:40(6:21) | Korea Południowa | Chuzhou Handball Stadium, Chuzhou |
| 26 września 201914:00 |           | 14:40(6:21) |                  | Chuzhou Handball Stadium, Chuzhou |

| 26 września 201916:00 | Kazachstan | 24:22(12:10) | Korea Północna | Chuzhou Handball Stadium, Chuzhou |
| 26 września 201916:00 |            | 24:22(12:10) |                | Chuzhou Handball Stadium, Chuzhou |

| 26 września 201918:00 | Chiny | 34:10(21:4) | Hongkong | Chuzhou Handball Stadium, Chuzhou |
| 26 września 201918:00 |       | 34:10(21:4) |          | Chuzhou Handball Stadium, Chuzhou |

| 27 września 201914:00 | Korea Północna | 36:16(18:8) | Tajlandia | Chuzhou Handball Stadium, Chuzhou |
| 27 września 201914:00 |                | 36:16(18:8) |           | Chuzhou Handball Stadium, Chuzhou |

| 27 września 201916:00 | Hongkong | 13:41(4:21) | Korea Południowa | Chuzhou Handball Stadium, Chuzhou |
| 27 września 201916:00 |          | 13:41(4:21) |                  | Chuzhou Handball Stadium, Chuzhou |

| 27 września 201918:00 | Kazachstan | 19:26(10:12) | Chiny | Chuzhou Handball Stadium, Chuzhou |
| 27 września 201918:00 |            | 19:26(10:12) |       | Chuzhou Handball Stadium, Chuzhou |

| 29 września 201914:00 | Tajlandia | 17:35(8:16) | Kazachstan | Chuzhou Handball Stadium, Chuzhou |
| 29 września 201914:00 |           | 17:35(8:16) |            | Chuzhou Handball Stadium, Chuzhou |

| 29 września 201916:00 | Hongkong | 14:38(6:19) | Korea Północna | Chuzhou Handball Stadium, Chuzhou |
| 29 września 201916:00 |          | 14:38(6:19) |                | Chuzhou Handball Stadium, Chuzhou |

| 29 września 201918:00 | Chiny | 20:32(8:17) | Korea Południowa | Chuzhou Handball Stadium, Chuzhou |
| 29 września 201918:00 |       | 20:32(8:17) |                  | Chuzhou Handball Stadium, Chuzhou |